# Biau
Biau is een bestuurslaag in het regentschap Belu van de provincie Oost-Nusa Tenggara, Indonesië. Biau telt 577 inwoners (volkstelling 2010).